# Dobri Božilov
Dobri Božilov Hadžijakiev (in bulgaro Добри Божилов Хаджиянакиев?; Kotel, 13 giugno 1884 – Sofia, 1º febbraio 1945) è stato un politico bulgaro e primo ministro del regno di Bulgaria durante la seconda guerra mondiale.

## Biografia
Nato a Kotel, Bulgaria, Božilov frequento l'istituto commerciale superiore a Svištov prima di cominciare a lavorare come ragioniere alla Banca nazionale bulgara per l'agenzia bancaria di Kjustendil nel 1902. Božilov lavorò per la Banca nazionale per un totale di 36 anni e ne fu più volte governatore (1922-1923, 1923-1924, 1931-1932, 1934-1935, 1935-1938, 1944).
Nel novembre 1938, Božilov fu nominato ministro delle finanze nel governo di Georgi Kjoseivanov, posizione che mantenne anche sotto il governo di Bogdan Filov nel 1940. Nel 1943, dopo la morte dello zar Boris III, Filov divenne uno dei tre reggenti della Bulgaria. Filov, un fervente alleato della Germania nazista e il più influente dei reggenti usò il proprio potere per nominare Božilov (anch'egli filotedesco) primo ministro il 14 settembre 1943. Come primo ministro Božilov lavorò a stretto contatto con i nazisti diventandone un fantoccio. L'unica questione sulla quale venne a scontrarsi con loro fu la richiesta al governo bulgaro di deportare gli ebrei del paese nei campi di concentramento, cosa che Božilov si rifiutò di fare.
Nel giugno del 1944, quando gli sforzi bellici dell'Asse stavano peggiorando, Božilov si dimise dalla carica di primo ministro per tornare a quella di governatore della Banca nazionale. Nel settembre del 1944 l'Unione sovietica dichiarò guerra alla Bulgaria e la invase, dando ai partigiani comunisti l'opportunità di rovesciare il primo ministro Konstantin Muraviev e di sostituirlo con Kimon Georgiev. In seguito Božilov venne arrestato e portato davanti alla Tribunale del Popolo istituito dal governo del Fronte patriottico. Fu trovato colpevole di crimini di guerra e svariati misfatti commessi durante il suo incarico di ministro delle finanze, condannato a morte e giustiziato il 1º febbraio 1945.